# Emil Jørgensen
Emil Ludvig Peter Jørgensen (Copenaghen, 7 febbraio 1882 – Dyssegård, 23 marzo 1947) è stato un calciatore danese.

## Carriera

### Nazionale
Prese parte, con la sua Nazionale, ai Giochi olimpici del 1912 dove vinse la medaglia d'argento.

## Palmarès

### Nazionale
- Argento olimpico: 1

Stoccolma 1912